# Kujbisev (Novoszibirszki terület)
Kujbisev (oroszul: Куйбышев) város Oroszország ázsiai részén, a Novoszibirszki területen, a Kujbisevi járás székhelye. Régi neve (1935-ig): Kainszk.
Népessége: 45 299 fő (a 2010. évi népszámláláskor).

## Elhelyezkedése
A Baraba-alföldön, az Om két partján, Novoszibirszktől kb. 315 km-re nyugatra helyezkedik el. A Transzszibériai vasútvonal Barabinszk állomásával rövid, 12 km-es szárnyvonal köti össze.
A régi Kainszk elnevezés a tatár Каин' ('nyírfa') szóból ered.

### Népessége (kb.)
- 1893 – 9000 fő
- 1939 – 8000 fő
- 1959 – 40 000 fő
- 1979 – 47 000 fő
- 1992 – 51 600 fő

## Története
1722-ben az Om Kainka nevű kis mellékfolyójának torkolatánál, a bal parton erődítményt emeltek, melynek helyén már 1700-ban is létezett település (Mosino). 
A nagy szibériai postaút kialakítása után, 1772-ben az erődítményt és templomát mai helyére  telepítették át, és a helység az Omszk–Tomszk közötti út jelentős állomása lett.
Templomát 1787-ben építették. 1782-ben ujezd székhelye lett, 1804-ben a Tomszki kormányzósághoz csatolták. A 19. század folyamán fontos kereskedelmi központ volt, és gazdaságában kiemelt szerepet játszott a tejfeldolgozás (sajt-vajkészítés) is. A század végén lefektett vasútvonal azonban elkerülte (12-13 km-rel délebbre épült), ezért a település fejlődése megakadt. 
1935-ben V. V. Kujbisev szovjet államférfiről nevezték el, aki 1907–09 között itt töltötte száműzetését. A helység 1936-ban lett az azonos nevű járás székhelye. 
Az 1950-es években a városban nagy hőerőmű épült, melynek első egységét 1954-ben helyezték üzembe.